# Treehouse of Horror IX
"Treehouse of Horror IX" är fjärde avsnittet av säsong 10. Det sändes på Fox den 25 oktober 1998. Detta är det nionde avsnittet i serien Treehouse of Horror och består av tre delar. I "Hell Toupée" får Homer en hårtransplantation och i "Terror of Tiny Toon" hamnar Bart och Lisa i Itchy & Scratchy och i "Starship Poopers", Marge visar det sig att Maggies far är Kang.
"Treehouse of Horror IX" skrevs av Donick Cary, Larry Doyle och David S. Cohen, samt regisserades av Steven Dean Moore. "Terror of the Tiny Toon" inkluderar en verklighetssekvens med Regis Philbin och Kathie Lee Gifford. Jerry Springer och Ed McMahon gästskådespelar som sig själv medan Robert Englund gör rösten för  Freddy Krueger. Under 1999 blev Alf Clausen nominerad till en Primetime Emmy Award för "Outstanding Music Composition for a Series", för sitt arbete med avsnittet.

## Handling

### Hell Toupée
Snake arresteras efter att han rökt på Kwik-E-Mart och Wiggum förklarar för honom att det var hans tredje förseelse vilket leder till avrättning. Innan han förs bort berättar han att Apu, Moe och Bart är vittnen och Snake svär på att han ska döda dem. Snake avrättas i en elektrisk stol i TV-programmet World's Deadliest Executions, som leds av Ed McMahon. Hans kropp doneras därefter till den behövande Barney för sin lever, och Homer för en hårtransplantation. Sedan Dr. Nick transplanterat Snakes hår till Homers huvud börjar håret ta över Homers hjärna och Snake börjar kontrollera hans kropp. Homer mördar därefter Apu och Moe. Bart inser då att han också kommer dö snart men Homer lovar att skydda honom. Senare är Homer ensam med Bart i hans rum och då gör han ett mordförsök på Bart. Familjen inser vad som hänt och Homer lyckas återta kontrollen över sig själv, då han river bort håret. Håret börjar då självt attackera Bart och Homer börjar slå Bart i ansiktet. Polisen dyker upp för att gripa Homer, men förstår snabbt att håret är den skyldige. Håret försöker då fly genom fönstret men blir nerskjutet.

### The Terror of Tiny Toon
Marge förbjuder Bart och Lisa att titta på Itchy & Scratchy under Halloween och tar bort batteriet ur fjärrkontrollen. Bart använder då en bit plutonium som han hittar i Homers verktygslåda som batteri. De börjar titta på Itchy and Scratchy men efter lite bråk mellan sig transporteras de in i TV:n där de ser verklighetens Itchy och Scratchy fäktas. När de upptäcker att de skrattar åt dem så bestämmer de sig för att hämnas och Bart och Lisa blir jagade genom en tecknad värld. Homer börjar samtidigt titta på TV:n men tycker att programmet efter ett tag är tråkigt och byter till Live with Regis and Kathie Lee men han byter sen tillbaka till den tecknade filmen. I båda världarna fortsätter jakten. När Lisa upptäcker att Homer tittar på TV ber hon honom att mata ut dem, vilket han till slut gör, men lite för sent. Barts kropp har blivit uppäten så det bara är ett skelett kvar. Itchy och Scratchy kommer också ut till den riktiga världen men är ganska små, så de blir behandlade som husdjur.

### Starship Poopers
Marge berättar att Maggie har fått sin första tand. Senare tappar hon sina ben och ut kommer tentakler. Via sin napp kontaktar hon sedan Kang & Kodos. De kommer till familjen Simpson för att hämta Maggie. Marge berättar att Kang är hennes far och att hon blev bortrövad och besprutad med laser som gjorde henne gravid. De bestämmer sig för att lösa tvisten om vem som ska ta hand om Maggie på The Jerry Springer Show, men han kan inte lösa det och programledaren Jerry Springer dör. Kang och Kodos hotar att döda alla politiker i Washington om de inte får Maggie. Familjen tror inte på det, så de går hem med Maggie som börjat tala med mansröst.

## Produktion
Till skillnad från förra Treehouse of Horror avsnitt gjordes varje del av olika författare. "Hell Toupee" av Donick Cary, "Terror of Tiny Toon" av Larry Doyle. "Starship Poopers" av David S. Cohen. I början av texten kallas Cohen för "David 'Watch Futurama' Cohen" som en referens till att han börjar på den serien. "Terror of the Tiny Toon" inkluderade en verklighetsdel med Regis Philbin och Kathie Lee Gifford från Live with Regis and Kathie Lee. Den delen regisserades av Donick Cary, men resten av rollfigurerna är tecknade. Filmningen tog längre tid än planerat, så en nyhetssändning fick köras från en annan studio. Jerry Springer medverkade som sig själv. Den delen spelades in av Julie Thacker. Stora delar av animation i "Hell Toupée" gjordes av Chris Clements. Moes död var mer skrämmande förut men ändrades efter order av Mike Scully.  Animatörerna uppskattade att arbeta med "Terror of Tiny Toon". I "Starship Poopers" visar det sig i en sekvens att Springfield ligger i Louisiana. Dock har man i andra avsnitt påpekat andra platser. Maggies replik i slutet gjordes av Harry Shearer.

## Kulturella referenser
Poochie från "The Itchy & Scratchy & Poochie Show" medverkar i "Terror of the Tiny Toon". Soffskämtet innehåller Freddy Krueger från Terror på Elm Street och Jason Voorhees från Fredagen den 13:e. Freddys röst görs av Robert Englund, TV-programmen Live with Regis and Kathie Lee och The Jerry Springer Show ingår också. "Starship Poopers"-titel är en parodi på Starship Troopers.

## Mottagande
Avsnitt fick en Nielsen rating på 8,6 och sågs av 8,5 miljoner hushåll och det femte mest sedda programmet på Fox under veckan. Enligt 'I Can't Believe It's a Bigger and Better Updated Unofficial Simpsons Guide anser Warren Martyn och Adrian Wood att "The Terror of Tiny Toon" är den bästa delen medan "Starship Poopers" först blir roligt när Springer börjar medverka. Colin Jacobson på DVD Movie Guide anser att "Hell Toupée" är bäst då de ändra två är förutsägbara. Kay McFadden på The Seattle Times anser att den inte är lika bra som Treehouse of Horror VII men älskar delen med Itchy och Scratchy. Under 2008, blev "Starship Poopers" den tionde bästa Treehouse of Horror-delen IGN. Under 1999 fick Alf Clausen en Primetime Emmy Award nomering för ""Outstanding Music Composition for a Series".